# Hologerrhum philippinum
Hologerrhum philippinum är en ormart som beskrevs av Günther 1858. Hologerrhum philippinum ingår i släktet Hologerrhum och familjen snokar. Inga underarter finns listade i Catalogue of Life.
Denna orm förekommer på Luzon och på flera mindre tillhörande öar i norra Filippinerna. Den vistas i kulliga områden och i bergstrakter mellan 200 och 1500 meter över havet. Individerna vistas i skogar, i torra områden med bambu och i öppna landskap. De vilar ofta under stenar. Honor lägger ägg.
Hologerrhum philippinum är ganska sällsynt men den har ett stort utbredningsområde. Antagligen påverkas beståndet negativt av skogsavverkningar. IUCN kategoriserar arten globalt som livskraftig.